# 宮雝
宮雝，直隶静海人，清朝政治人物、进士出身。
康熙五十四，乙未科殿試，登进士二甲第三十九名。